# Coleophora pappiferella
Coleophora pappiferella é uma espécie de mariposa do gênero Coleophora pertencente à família Coleophoridae.